# Cirrhoscyllium formosanum
Cirrhoscyllium formosanum is een vissensoort uit de familie van de tapijthaaien (Parascylliidae). De wetenschappelijke naam van de soort is voor het eerst geldig gepubliceerd in 1959 door Teng.